# Picanha
Picanha (brasilianskt uttal: IPA: /pi.ˈkɐ.ɲɐ/, svenskt uttal: IPA: /pi.ˈkah.ɲa/, ”pickanja”), rostbifflock med fettrandskappa eller bara rostlock med kappa, är en populär styckningsdetalj, främst av nöt, med ursprung i Brasilien. Styckningsdetaljen är belägen ovan rostbiffen på djurets bakdel och behåller fettet ovan muskeln, därav namnet rostbifflock (rostbiffens lock) med fettrandskappa.

## Nötpicanha
Hos nöt utgör stycket del av rostbiffen och sitter på dess ovansida. Detaljen skiljs åt från rostbiffen genom en hinna och styckas med fettranden kvar. Köttet är relativt grovtrådigt med mycket smak och är en av de möraste detaljerna på rostbiffen.
Detaljen kan användas på många olika sätt. Fettkappan behålls traditionellt vid tillredning för att öka saftighet och smak. Kappan blockerar köttets vätska att sippra ut vid upphettning och fettet bär smak vid utsmältning. Om köttet skivas till biffar bör det skäras mot fibrerna för att motverka seghet, resulterande i långa biffar som kan delas. I Wien lagar man Tafelspitz ("bordspets") av denna styckningsdetalj.

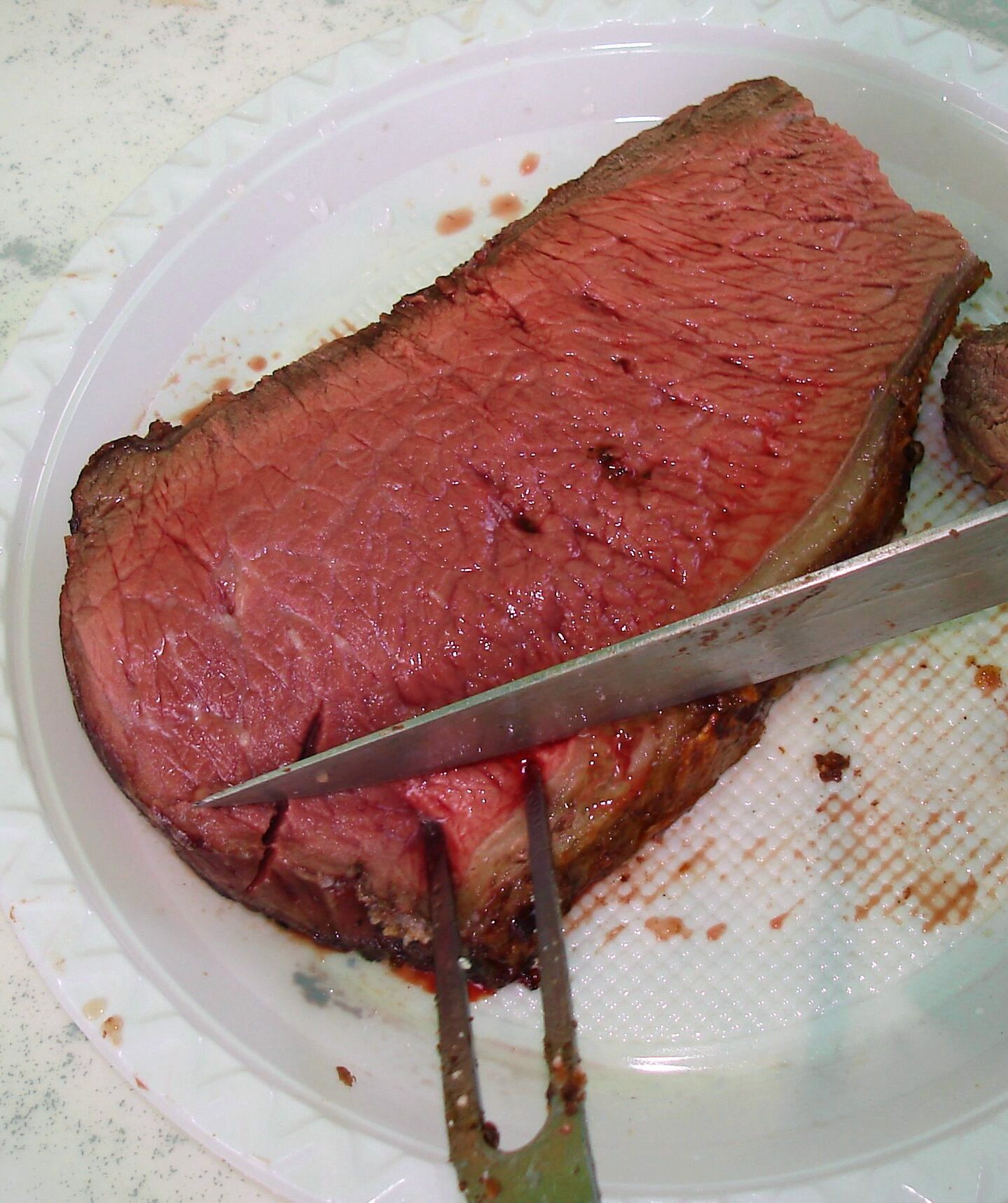
Picanhabiff
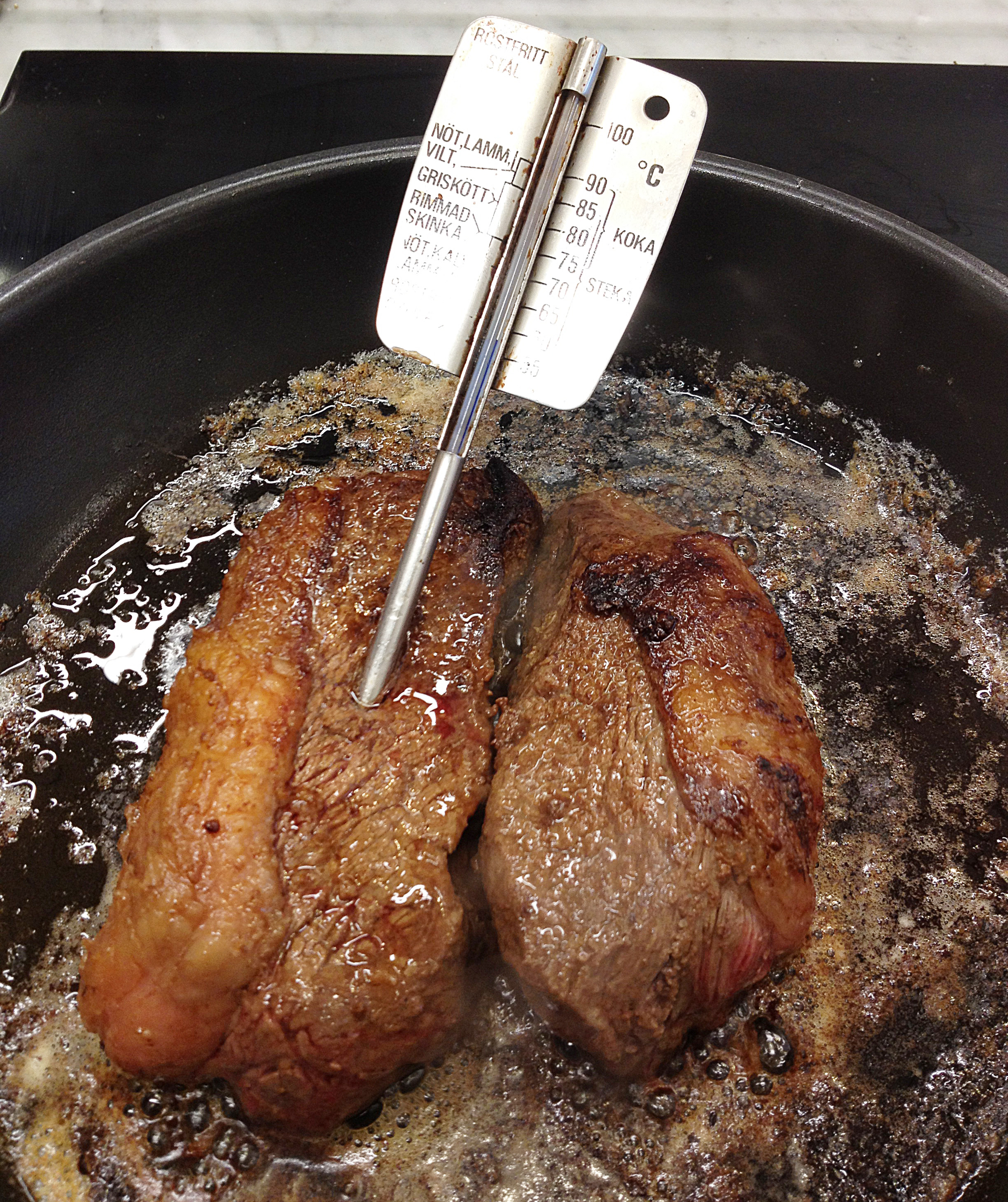
Rostbifflock

## Fläskpicanha
Picanha av fläsk är inte lika spritt som picanha av nöt. Det är samma styckningsdetalj som hos nötkött, men kommer på grisen från den övre delen av skinkan. Det är en liten muskel som väger ca 150–220 gram. Picanha av fläsk kan grillas hel eller i skivor, alternativt stekas eller tillagas i ugnen. 